# Simon Ngapandouetnbu
Simon Brady Ngapandouetnbu (ur. 12 kwietnia 2003 w Foumban) – kameruński piłkarz francuskiego pochodzenia występujący na pozycji bramkarza we francuskim klubie Montpellier HSC.